# Катаркольський сільський округ
Катарко́льський сільський округ (каз. Қатаркөл ауылдық округі, рос. Катаркольский сельский округ) — адміністративна одиниця у складі Бурабайського району Акмолинської області Казахстану. Адміністративний центр — село Катарколь.
Населення — 2689 осіб (2021; 3156 у 2009, 3380 у 1999, 4530 у 1989).
Станом на 1989 рік існувала Котиркольська сільська рада (села Вишневе, Ключеве, Кордон-Приозерний, Котирколь, Мечта, Приозерне, Сосновка).

## Склад
До складу округу входять такі населені пункти:
| Населений пункт             | Колишні назви | Населення, осіб (1989) | Населення, осіб (1999) | Населення, осіб (2009) | Населення, осіб (2021) |
| --------------------------- | ------------- | ---------------------- | ---------------------- | ---------------------- | ---------------------- |
| Вишневе, село               | -             | 125                    | 97                     | 51                     | 56                     |
| Катарколь, село             | Котирколь     | 3995                   | 2891                   | 2854                   | 2293                   |
| --База відпочинку "Спутник" | -             | -                      | -                      | -                      | 7                      |
| --Санаторій "Жезказганец"   | -             | -                      | -                      | -                      | 13                     |
| --Санаторій "Кегок-Сервис"  | -             | -                      | -                      | -                      | 9                      |
| --Санаторій "Континент"     | -             | -                      | -                      | -                      | 8                      |
| --Санаторій "Чайка"         | -             | -                      | -                      | -                      | 6                      |
| --Санаторій "Юная Смена"    | -             | -                      | -                      | -                      | 13                     |
| --Табір "Арман"             | -             | -                      | -                      | -                      | 11                     |
| --Табір "Звёздочка"         | -             | -                      | -                      | -                      | 10                     |
| --Табір "Лесная Сказка"     | -             | -                      | -                      | -                      | 7                      |
| Ключеве, село               | -             | 109                    | 93                     | 53                     | 65                     |
| Кордон-Приозерний, село     | -             | 2                      | -                      | -                      | -                      |
| Мечта, село                 | -             | 11                     | -                      | -                      | -                      |
| Приозерне, село             | -             | 32                     | 31                     | -                      | -                      |
| Сосновка, село              | -             | 256                    | 268                    | 198                    | 191                    |